# 라이언 버트런드
라이언 도미닉 버트런드(Ryan Dominic Bertrand, 1989년 8월 5일 ~ )는 잉글랜드의 전 축구 선수이다. 현역 시절 포지션은 왼쪽 수비수였다.
2012 UEFA 챔피언스리그 결승전에 왼쪽 미드필더로 깜짝 발탁되어 73분까지 선발 출장하였다.